# Volpertsberg
Der Volpertsberg im Schelder Wald (Gladenbacher Bergland) liegt in der Gemarkung des Herborner Stadtteils Seelbach und unmittelbar nördlich des Orts. Er hat eine Höhe von 426 m ü. NN und ist im Besitz des Landes Hessen. Der Berg ist nahezu vollkommen bewaldet; seine Waldfläche beträgt zirka 100 ha, wovon etwa 60 % Laubwald und 40 % Nadelwald sind. An Wildarten kommen insbesondere Wildschwein, Reh, Fuchs, Dachs, Feldhase, Marder und verschiedene Arten von Wildtauben vor. Der Berg wird im Norden und Westen vom Monzenbach umflossen, der dann bei Seelbach in die Aar mündet.

## Umweltkontroverse
Geologisch besteht der Berg aus dem vor allem in der Bauindustrie (Straßen-, Hoch- und Tiefbau) genutzten Diabas, mit Einlagerungen von Lösslehm. Daher bestehen seit mehreren Jahren Pläne, auf dem Gipfel des Berges einen bis zu 10 Hektar großen Diabas-Steinbruch anzulegen, wo das Basismaterial für hochwertige Edelsplitte gewonnen werden soll. Diese Anlage läge somit geografisch zwischen zwei bereits bestehenden Steinbrüchen, dem etwa 800 m nordöstlich gelegenen Steinbruch „Oberscheld“ und dem etwa 1000 m südlich gelegenen Steinbruch „Monzenbach“.
Der Abbau soll von der Südseite des Berges über dessen höchsten Punkt auf die Nordseite vorangetrieben und in Sohlen von 20 bis 25 m Höhe bis auf eine Abbautiefe von zirka 300 m über NN (etwa 10 m über dem Niveau des Monzenbachs) nach unten geführt werden. Das Abbaugebiet soll am Ende der Abbautätigkeit eine mittlere Breite von 250 m und eine Länge von zirka 360 m haben. Am Ende wird an Stelle des heutigen Berggipfels ein nach unten zeigender und unten abgeflachter Hohlkegel entstanden sein, der in vier bis fünf Sohlen auf eine Tiefe von 300 m über NN hinabführt. Der Abraum soll zum Wegebau und zur Verfüllung des Steinbruchs nach Abschluss des Abbaus verwendet werden. Geplant ist eine Verfüllung auf durchschnittlich 360 m über NN. Die damit bleibenden hohen Steilwände sollen laut Planung als Geotop und für Felsbrüter wie Uhu und Wanderfalke dienen. Nach Südosten soll der Tagebau so verfüllt werden, dass eine Senke entsteht, in der sich ein Teich bilden soll; an der tiefsten Stelle soll hier bis auf 340 m über NN verfüllt werden. Auf den Sohlen der südlichen Abbruchwände soll Abraum so aufgebracht werden, dass eine Geröll- und Blockschuttfläche entsteht. Die Rekultivierung soll erst nach Beendigung der Abbautätigkeit beginnen, wobei für den größeren Teil des Areals grundsätzlich auf natürliche Sukzession durch Sameneinflug gesetzt werden soll.
Dieses Vorhaben wird von örtlichen Umwelt- und Bürgerinitiativen wegen seiner befürchteten Auswirkungen auf Landschaftsbild, Landschaftsgefüge und natürlichen Lebensraum entschieden abgelehnt und bekämpft. Mit dem in einigen Jahren erwarteten Durchbruch des Steinbruchs Oberscheld, nur 800 m nordöstlich des Volpertsbergs, durch den Scheitel des Wickenhains wird dieser Tagebaubetrieb in das obere Monzenbachtal durchbrechen. Nur etwa 1000 m südlich des Volpertsbergs beeinträchtigt der Steinbruch Monzenbach den kleinen Fluss bereits durch großflächige Überbauung sowohl in seiner Qualität als auch seiner Funktionalität. Ein zusätzlicher Steinbruch auf dem Volpertsberg würde somit auch noch den Mittellauf des Monzenbachs in Mitleidenschaft ziehen.

## Geschichtliches
Das der Name „Volpertsberg“ im Zusammenhang mit dem, in Urkunden der Gegend aus dem 14. Jhdt. genannten „Volprecht von Dernbach“ steht, ist eher unwahrscheinlich. Die lokale Flurnamenforschung macht jedoch einen Zusammenhang des Namens mit der auch hier ehemals betriebenen Waldweidewirtschaft sehr wahrscheinlich.
Aufgrund des hier beginnenden „Schelder Wald“, ist das Relief der nördlichen Seelbacher Gemarkung wesentlich stärker ausgeprägt, als das des südlichen Gemarkungsteils. Wenn auch der Wasenberg mit seinen rund 460 m der höchste Berg der Herbornseelbacher Gemarkung ist, so gibt doch der Monzenbach mit seinem tiefen, den Volpertsberg umfließenden Tal, diesem Berg (426 m) seine herausragende Form. Er ist prägend für das Landschaftsbild der Gemarkung und der Region.
Die Landnutzung war in den zurückliegenden Jahrhunderten eine wesentlich Andere, als wir sie heute kennen. Die ersten "Kartopfeln" in Herbornseelbach wurden um 1792 hier oben auf dem s.g. "Engelscheid" angebaut. Heute kaum vorstellbar, dass man selbst in solch scheinbar ungünstigen Lagen das Land noch kultivierte.
Vor dem Dreißigjährigen Krieg wurde der Berg noch als "Volperchsberg" bezeichnet, was sich auch teilweise noch im örtlichen Dialekt wieder findet. Hier handelt es sich wohl um den "vol" [mhd. für Schwein] "pherrich" [mhd. für Pferch/Einzäunung], also den "Schweinepferch"- Berg.
Früher trieben auch die Seelbacher nachweislich, wie vielerorts üblich, ihre Schweine zur Mast in die Wälder. Zum einen, durch die Aar nach Süden in die s.g. „Hörre“, aber wohl auch hier hinauf auf den Volpertsberg.
Ob nun der gesamte Berg mit einem Flechtzaun (sog. „Hürden“) o. ä. umgeben war, sei dahingestellt, allerdings ist auch nicht bekannt, wie man danach den späteren Grenzverlauf um den Berg herum festlegte. Es ist zu vermuten, dass man sich hier, wie so oft, zumindest in Teilen an einem bereits bestehenden Grenzverlauf orientierte.
Der bekannte Heimatforscher Otto Schäfer berichtet in seiner „Zusammenstellung aus der Geschichte von Herborn-Seelbach“ (ersch. 1950) auch von vorgeschichtlichen Siedlungsstellen am Volpertsberg, leider ohne diese näher zu beschreiben. Was Otto Schäfer noch von den alten Dorfbewohnern zu Anfang des vergangenen Jahrhunderts erfahren konnte, hat er leider nicht im Detail an uns überliefert.
Offenbar war der Berg vor dem Dreißigjährigen Krieg (< 1636) im Besitz der Seelbacher, denn ein kleiner Hinweis in den Dillenburger Renteirechnungen weist auf Veränderungen in den Besitzverhältnissen, unmittelbar nach dem für unser Dorf verheerenden Kriegs – und Pestjahr 1635 hin.
"[ 1622 ] ... der Empfang von Linsen vom Medem zu Herbornseelbach ist gar so gering gewesen, erhalten nur 4 Mesten ..."
"[ 1634 ] ... der Gemeinde Herbornseelbach von dem in diesem Jahr schuldigen Korn 1 Malter 8 Mesten nachgelassen, da die Gemeinde durch das Kriegsvolk sehr verderbt ..."
"... Nachlaß Hafer: der Gemeinde Herbornseelbach nachgelassen 26 Malter, da selbige durch das Kriegsvolk ganz ruiniert ..."
"[ 1636 ] … Korn aus Gnaden : der Gemeinde nun und künftig ewiglich wegen Vertauschung des Volpersberges neben 2 Malter Hafer 1 gl. 8 alb. …"
Scheinbar hat sich die damalige Regierung noch an der Not der Bevölkerung bereichert, denn Eintragungen über andere nassauische Dörfer erklären die "wundersame" nassauische Landvermehrung nach den Elendsjahren.
Die aus diesem Tauschhandel resultierende herrschaftliche Grenze um den Volpertsberg ist bis heute gültig und trennt noch immer Staats- und Gemeindewald. Viele alte herrschaftliche Grenzsteine und -zeichen zeugen noch von der einstigen Bedeutung dieser Grenze. Zu den wichtigsten Waldnutzungen in diesem Bereich gehörte in der Vergangenheit die Jagd. Die Grafen und Fürsten von Nassau ließen dabei einerseits Wild für den Verzehr an der höfischen Tafel schießen und veranstalteten andererseits Hofjagden als Teil des höfischen Lebens und zur Unterhaltung ihrer Besucher. Die Dienste der Untertanen, die sog. „Jagdfrohnden“ waren bei der Bevölkerung sehr unbeliebt, da sie die bäuerlichen Arbeiten behinderten.
Auf dem so genannten „Kutschenplatz“ auf dem Volpertsberg (389 m ü.N.N.) wurden, der Überlieferung nach, bei herrschaftlichen Jagden die Kutschen der Jagdgäste abgestellt.
Erzählungen zufolge, wurde der "Kutschenplatz" dabei von Dillenburg aus durch das Hustenbachtal entlang der Nordseite des "Volpertsberges" angefahren. Über diesen Platz führt auch der alte Fußweg von Herborn-Seelbach nach Oberscheld. Vom Hirtenborn heraufkommend, führt er von hier weiter nach Norden steil bergab ins Monzbachtal und von dort weiter das Lohrtal hinauf und hinüber nach Oberscheld.